# Абалихин, Сергей Анатольевич
Серге́й Анато́льевич Абали́хин (род. 29 июля 1946) — советский легкоатлет, специалист по бегу на короткие дистанции. Выступал за сборную СССР по лёгкой атлетике в конце 1960-х годов, обладатель бронзовой медали Европейских легкоатлетических игр в помещении, победитель и призёр первенств всесоюзного значения. Представлял Москву и физкультурно-спортивное общество «Динамо».

## Биография
Сергей Абалихин родился 29 июля 1946 года.
Занимался лёгкой атлетикой в Москве, выступал за всесоюзное физкультурно-спортивное общество «Динамо».
Первого серьёзного успеха на всесоюзном уровне добился в сезоне 1965 года, когда на чемпионате СССР в Алма-Ате с московской командой стал серебряным призёром в программе эстафеты 4 × 100 метров.
В 1967 году на чемпионате страны в рамках IV летней Спартакиады народов СССР в Москве в той же дисциплине превзошёл всех соперников и завоевал золотую медаль. На Кубке Европы в Киеве занял в эстафете четвёртое место.
В 1968 году вошёл в состав советской сборной и выступил на Европейских легкоатлетических играх в помещении в Мадриде, где вместе с соотечественниками Борисом Савчуком, Василием Анисимовым и Александром Братчиковым стал бронзовым призёром в эстафете 4 × 364 метра (4 × 2 круга) — уступил только командам из Польши и Западной Германии. Позднее в том же сезоне на чемпионате СССР в Ленинакане с динамовской командой получил серебро в эстафете 4 × 100 метров.